# Torrecilla en Cameros
Torrecilla en Cameros är en kommun i Spanien. Den ligger i den autonoma regionen La Rioja i norra delen av landet, 220 km nordost om huvudstaden Madrid. Antalet invånare är 458 (2024).